# Colas (entreprise)
Pour les articles homonymes, voir Colas.
 (mars 2016).
Colas est une entreprise française de travaux publics filiale du groupe Bouygues, dont le siège est situé à Paris. L'entreprise s'est spécialisée dans la construction et l'entretien d'infrastructures de transports (routiers, ferroviaires, aériens), d'aménagements urbains et de loisirs.
Le groupe est implanté sur tous les continents et est présent dans une cinquantaine de pays. Colas réalise chaque année environ 100 000 chantiers, c'est un des leaders mondiaux de la construction et de l'entretien de routes.
En 2022, Colas a réalisé un chiffre d'affaires de 15,5 milliards d'euros et emploie près de 55 000 personnes.

## Histoire
La Société routière Colas a été créée en 1929 par Shell et la Société Générale d'Entreprise afin d'exploiter la toute première émulsion bitumineuse mise au point en 1922 par deux chimistes anglais, Hugh Alan Mackay et George Samuel Hay. Le nom du groupe dérive de la contraction de l'expression Cold Asphalt (« Asphalte froid »), nom original du procédé. 
Dès 1930, le groupe s'étend et s'implante aux Antilles, en Afrique du Nord et en Afrique de l'Ouest. En 1959, Colas rachète Somaro (aujourd'hui Aximum).
En 1961, Colas est introduit à la Bourse de Paris.
Au début des années 1960, Colas développe ses implantations en Afrique de l'Ouest et s'implante au Canada, en faisant l'acquisition en 1962 d'une société québécoise à l'origine de la création de Sintra.  
En 1979, le groupe s'étend aux États-Unis grâce à l'acquisition d'actifs, donnant naissance à la première filiale américaine, Barrett Paving Materials.  
En 1985, Bouygues devient son actionnaire principal dans le cadre de l'acquisition du groupe SCREG.
En 1989, Colas poursuit son expansion en rachetant plusieurs entreprises en Europe centrale (Hongrie, Roumanie et Tchéquie).  
En décembre 2013, Vinci rachète les 16,67 % de participation que détenait Colas dans Cofiroute, pour environ 800 millions d'euros.
En 2015, Colas présente Wattway, revêtement photovoltaïque directement posé et collé sur la route qui produira de l’électricité par simple exposition au soleil et qui devrait-être commercialisé en 2016,. L'entreprise a créé cette innovation brevetée au terme de cinq années de recherche menée conjointement avec l'INES.
Début septembre 2020, Colas remporte un contrat global d'environ 280 millions d'euros dans le cadre de l'agrandissement de l'aéroport international Suvarnabhumi de Bangkok, en Thaïlande,.
En septembre 2023, la maison mère Bouygues annonce qu'elle souhaite retirer sa filiale Colas de la bourse.

## Activités

### Activité principale: la route

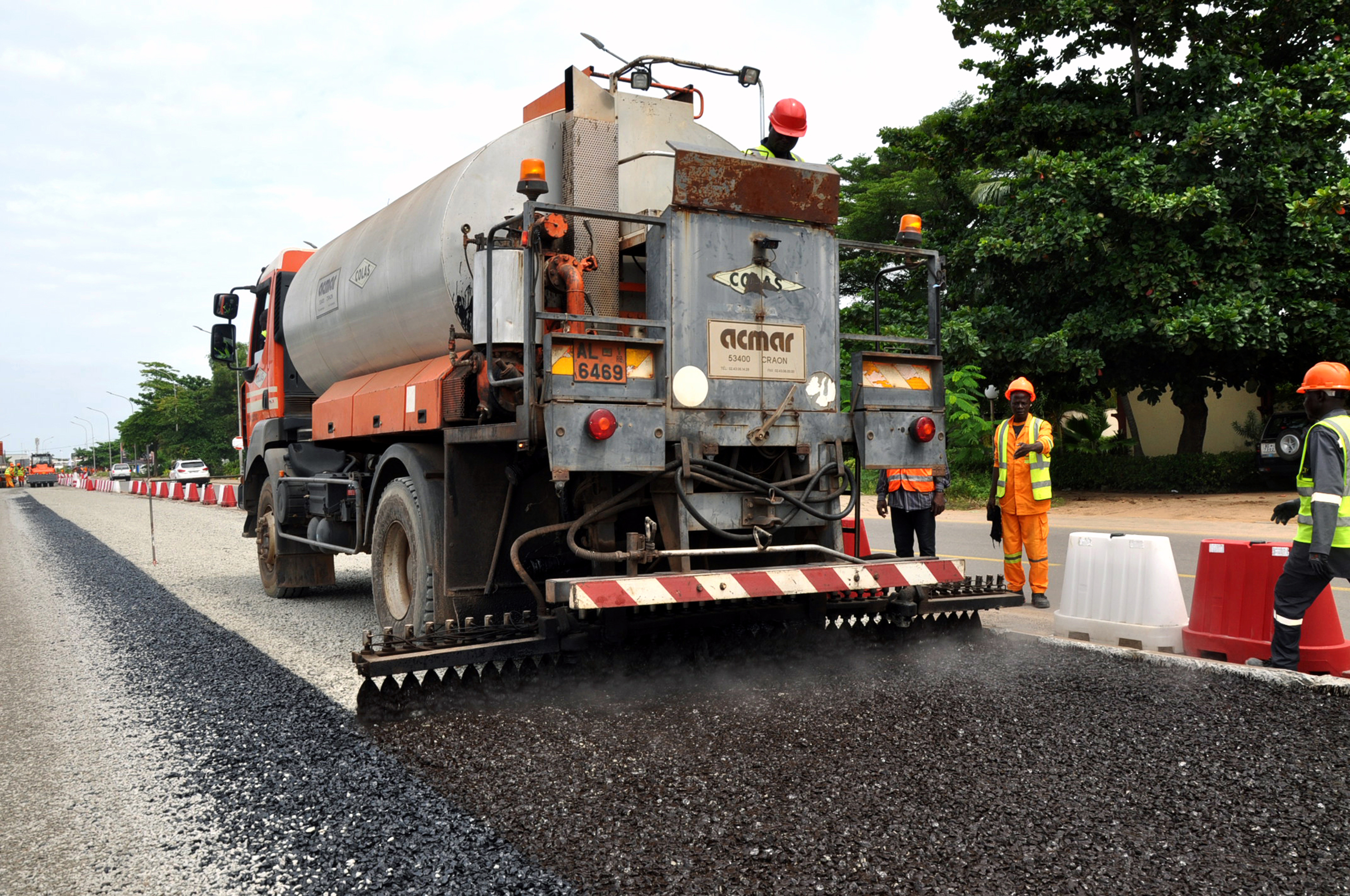
Répandeuse ACMAR au Bénin.

Les travaux routiers et la production ou le recyclage de matériaux de construction forment l'activité principale du groupe Colas. Présent en France métropolitaine via ses 6 filiales routières (Colas Île-de-France Normandie, Colas Sud-Ouest, Colas Nord-Est, Colas Midi-Méditerranée, Colas Centre-Ouest et Colas Rhône-Alpes Auvergne), Colas est également implanté en Europe, en Amérique du Nord, en Afrique, dans l'Océan Indien, au Moyen-Orient, dans les départements d'Outre-mer et en Asie-Pacifique. L'activité de la Route représente un chiffre d'affaires de 9,7 milliards d'euros en 2017, soit 82 % de celui du Groupe. 
Avec 55 000 chantiers réalisés chaque année, Colas construit et entretient des infrastructures de transport diverses : autoroutes, routes nationales, pistes d’aéroport, aménagements urbains, environnement et de loisirs, plate-forme portuaires, industrielles ou logistiques, etc.
Colas s'appuie sur un réseau international de 750 carrières et gravières, plus de 120 usines d'émulsions et liants, près de 600 centrales d'enrobage, et environ 170 centrales de béton prêt à l'emploi.

### Les activités de spécialités

#### Activité ferroviaire
La filiale Colas Rail œuvre essentiellement dans la construction, le renouvellement et l'entretien des réseaux ferroviaires. Elle réalise également des travaux d’électrification, de signalisation et d'ingénierie dans le cadre de grands projets. Cette activité a réalisé un chiffre d'affaires de 940 millions d'euros en 2017 (soit 8 % de celui du Groupe). 
En mars 2018, Colas Rail a fait l'acquisition des activités ferroviaires d'Alpiq Engineering Services, lui permettant ainsi de renforcer son expertise dans le domaine des caténaires, une activité à forte valeur ajoutée, et d'accéder à de nouveaux marchés porteurs de croissance.

#### Étanchéité
La société Smac et ses filiales réalisait des travaux d'étanchéité et d'enveloppe de bâtiments, d'ouvrages d'art et de parking. Cette activité a été cédée en 2019 et ne fait plus partie du groupe[réf. nécessaire]. Elle a représenté un chiffre d'affaires de 562 millions d'euros en 2017, soit 5 % de celui du Groupe.

#### Sécurité et signalisation routière
Aximum, anciennement Somaro, filiale de Colas, est spécialisée en sécurité et gestion du trafic. Elle a réalisé un chiffre d'affaires de 304 millions d'euros en 2017, soit 2 % de celui du Groupe. Elle consiste en la fabrication, la pose et la maintenance d'équipements de sécurité routière (glissières de sécurité, balisage), de signalisation horizontale (production de peinture routière et travaux de marquage au sol) et verticale (panneaux), et d'équipements lumineux de gestion de trafic ou d'accès (feux tricolores, équipements de barrières de péage, de parking, de contrôle d'accès).

#### Réseaux et canalisations
L'activité Réseaux et canalisations est assurée par la filiale SPAC, spécialisée dans la construction et l'entretien d'infrastructures de transport des fluides. Elle a réalisé un chiffre d'affaires de 231 millions d'euros en 2017, soit 2 % de celui du Groupe. l'activité s'exerçant principalement en France. Des travaux de petit génie civil et des travaux maritimes. s'ajoute à ses activités. SPAC regroupe 1200 collaborateurs permanents et possède deux filiales dont une en Afrique.

#### Déconstruction
Depuis mai 2018, les entités de déconstruction Colas sont regroupées sous la filiale nommée PREMYS, regroupant 11 établissements : Brunel, Ferrari, Genier-Deforge, Perrier Déconstruction et Diam[réf. nécessaire].

## Actionnaires
Liste de principaux actionnaires au 5 octobre 2019.
| Bouygues                      | 96,6%   |
| Colas (plan épargne salariés) | 0,73%   |
| Colas (autocontrôle)          | 0,058%  |
| Sonora Investment Management  | 0,0003% |

## Données financières
| Années                                        | 2018 | 2017 | 2016 | 2015 | 2014 | 2013 | 2012 | 2011 | 2010 |
| Chiffres d’affaires (en milliards €)          | 13,2 | 11,7 | 11,0 | 12,0 | 12,4 | 13,0 | 13,0 | 12,4 | 11,6 |
| Résultats opérationnel (en millions €)        | 359  | 362  | 386  | 344  | 332  | 390  | 406  | 466  | 365  |
| Résultat net (part du Groupe) (en millions €) | 226  | 328  | 355  | 234  | 265  | 312  | 302  | 336  | 224  |

## Scandale
Colas, au même titre que sa maison mère Bouygues, ont été sanctionnées par la Banque Mondiale pour pratiques frauduleuses en 2022.

## Entreprises du groupe
- Asphalt Bangun Sarana
- Aximum
- Bronzo Perasso
- Cesty Nitra
- Colas Centre-Ouest
- Colas Nord-Est
- Colas Environnement
- Colas Île-de-France-Normandie
- Colas Midi-Méditerranée
- Colas Rhône-Alpes-Auvergne
- Colas Sud-Ouest
- Colas Rail
- Colas Mayotte
- Colas Martinique
- Colas Nouvelle-Calédonie
- Colas Belgium
- Colas Danmark
- Colas Ltd
- Colas Hungaria
- Colas Polska
- Colas CZ
- Colas Suisse
- Colas Teoranta
- Colas Canada
- Colas Inc.
- Colas Maroc
- Colas Gabon
- Colas Madagascar
- Colas Afrique
- Colas Australia
- Colas Digital Solutions
- Destia[17]
- GTOI
- Highway Resources Ltd
- Hincol
- ISK
- Perasso
- Plateau de la Mure
- Ribal Travaux Publics
- SCPR
- SPAC
- Société de la Raffinerie de Dunkerque
- SOGETRA
- Srmv
- Technologies nouvelles
- Tipco Asphalt
- Transinvest Construction LTD